# El Khabouzia
El Khabouzia (em árabe: الخبوزية) é uma cidade e comuna localizada na província de Bouira, Argélia. Segundo o censo de 2008, a população total da cidade era de 6 132 habitantes.